# Ruggero Maccari
Ruggero Maccari, né le 28 juin 1919 à Rome où il est mort le 8 mai 1989, est un scénariste italien.

## Biographie
Ruggero Maccari est notamment connu pour sa collaboration avec le réalisateur et scénariste Ettore Scola. Il a écrit des comédies à l'italienne, ainsi que des films tels que Le Fanfaron, Affreux, sales et méchants, ou encore Adua et ses compagnes.

## Filmographie

### Scénariste
- 1952 : Vengeance sarde (Vendetta... sarda) de Mario Mattoli
- 1952 : L'accordeur est arrivé (È arrivato l'accordatore) de Duilio Coletti
- 1952 : L'Héritier de Zorro (Il Sogno di Zorro) de Mario Soldati
- 1953 : Fermi tutti... arrivo io! de Sergio Grieco
- 1954 : Baracca e burattini de Sergio Corbucci
- 1954 : Bertoldo, Bertoldino e Cacasenno (it) de Mario Amendola, d'après le recueil de nouvelles du même titre
- 1956 : Totò, Peppino et les Hors-la-loi (Totò, Peppino e i fuorilegge) de Camillo Mastrocinque
- 1959 : Les Surprises de l'amour (Le sorprese dell'amore) de Luigi Comencini
- 1959 : Non perdiamo la testa de Mario Mattoli
- 1961 : Le Carabinier à cheval (Il carabiniere a cavallo) de Carlo Lizzani
- 1962 : Le Fanfaron de Dino Risi
- 1962 : La Marche sur Rome de Dino Risi
- 1963 : Les Monstres de Dino Risi
- 1964 : Annonces matrimoniales d'Antonio Pietrangeli
- 1964 : Haute Infidélité de Franco Rossi, Elio Petri, Luciano Salce et Mario Monicelli
- 1965 : Je la connaissais bien d'Antonio Pietrangeli
- 1966 : Les Ogresses (Le Fate) sketch (Fata Sabina), de Luciano Salce
- 1967 : Jeux d'adultes de Nanni Loy
- 1968 : Pas folles, les mignonnes de Luigi Zampa
- 1972 : Une bonne planque (Bianco rosso e...) d'Alberto Lattuada
- 1972 : Les ordres sont les ordres (Gli ordini sono ordini) de Franco Giraldi
- 1973 : Poussière d'étoiles (Polvere di stelle) d'Alberto Sordi
- 1974 : Parfum de femme de Dino Risi
- 1976 : Affreux, sales et méchants d'Ettore Scola
- 1976 : Portrait de province en rouge (Al piacere di rivederla) de Marco Leto
- 1977 : Une journée particulière d'Ettore Scola
- 1981 : Passion d'amour d'Ettore Scola
- 1981 : Nu de femme (Nudo di donna) de Nino Manfredi
- 1987 : La Famille d'Ettore Scola
- 1989 : Légers quiproquos (Piccoli equivoci) de Ricky Tognazzi

### Réalisateur
- 1953 : Finalmente libero (it), coréalisé avec Mario Amendola